# 1998
Cette page concerne l'année 1998 (MCMXCVIII en chiffres romains) du calendrier grégorien.
L'année 1998 est une année commune qui commence un jeudi.

## En bref
- 26 avril : la France et le Royaume-Uni sont les seules nations nucléaires à avoir ratifié le CTBT.
- 18-20 mai : Deuxième conférence ministérielle de l'Organisation mondiale du commerce.
- 12 juin-12 juillet : Coupe du monde de football de 1998 en France. La France sera championne du monde pour la 1re fois de son histoire.
- 14 novembre, Environnement : fin de la conférence des Nations unies sur les changements climatiques, à Buenos Aires, sans résultats tangibles.
- 10 décembre : 50e anniversaire de la Déclaration universelle des droits de l'homme.

## Chronologie territoriale

### Afrique

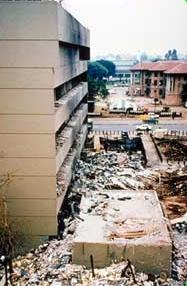
7 août : Attentat au Kenya.

- 4 janvier : Algérie : 1 000 citoyens massacrés dans la région de Relizane par le GIA.
- 19 janvier : Algérie : Une délégation des pays européens visite le pays en pleine guerre civile.
- 10 mars : le président de Sierra Leone élu Ahmad Tejan Kabbah est rétabli dans ses fonctions par les troupes de l'ECOMOG.
- 14 mars : le roi du Maroc Hassan II nomme un gouvernement dirigé par la gauche.
- 23 mars-2 avril : visite « historique » de Bill Clinton en Afrique.
- 12 mai : Début d'un conflit armé entre l'Éthiopie et l'Érythrée (fin en 2000).
- 10 juin : adoption à Ouagadougou par l'Union africaine du Protocole relatif à la Charte africaine des droits de l'homme et des peuples, portant création d'une Cour africaine des droits de l'homme et des peuples.
- 21 juin : Gnassingbé Eyadema est réélu président du Togo.
- 25 juin : Algérie : assassinat du grand chanteur de l'expression Kabyle, Lounès Matoub, par les groupes islamistes terroristes algériens.
- 22 juillet : Algérie : Mission d'information d'une délégation de l'ONU en Algérie.
- 24 juillet : aggravation de la famine au Darfour (Soudan).
- 2 août : guerre au Congo ex-Zaïre (1998-2002). Les troupes rwandaises et ougandaises pénètrent dans le pays. Rébellion contre Kabila. L’Angola, la Namibie, le Zimbabwe et le Tchad interviendront dans les semaines qui suivent pour soutenir Kinshasa.
- 7 août : attentats contre des ambassades américaines au Kenya et en Tanzanie.
- 20 août : une attaque par missiles de la United States Navy détruit une usine pharmaceutique du Soudan, à la suite des « preuves » selon lesquelles l'usine d'Al Shifa produisait des « armes chimiques » et était « contrôlée » par le terroriste saoudien Oussama ben Laden. Les Soudanais ont toujours démenti ces allégations. Une enquête d'experts en armement chimique, sous les auspices des Nations unies, donnera raison à la position soudanaise.
- 22 août : entrée de troupes angolaises et zimbabwéennes au Congo pour soutenir Laurent-Désiré Kabila.
- 22-23 août : réunion à Pretoria, en Afrique du Sud, d'une conférence pour la paix au Congo sous la direction de Nelson Mandela et en présence du Ministre de la justice du Congo et des présidents de l'Ouganda et du Rwanda.
- 24 août : la Ligue arabe condamne les frappes américaines au Soudan.
- 24 août : le Conseil de sécurité des Nations unies appelle à un cessez-le-feu immédiat au Congo.
- 25 août : une série d'attentats en Ouganda font une trentaine de morts.
- 11 septembre : Algérie : démission du président Liamine Zeroual. Organisation des élections présidentielles en 1999.
- 28 octobre : rapport final de la Commission de vérité et de réconciliation en Afrique du Sud.
- 2 décembre : réélection d'Omar Bongo à la présidence de la République au Gabon.

### Amérique

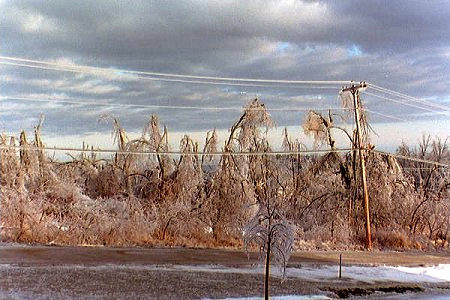
Janvier : Verglas massif de 1998.

- 6 janvier au 10 janvier : le sud du Québec surtout, mais aussi une partie de l'Ontario et des États-Unis voisins reçoivent de 50 mm à 105 mm de verglas, causant le bris des lignes de transport d'électricité et privant de courant plus de quatre millions de personnes pendant des périodes allant jusqu'à plusieurs semaines selon la région.
- 21-25 janvier, Cuba : visite « historique » de Jean-Paul II à La Havane, où il est reçu triomphalement par Fidel Castro.
- 6 février, République dominicaine : mort du chanteur autrichien Falco, à la suite d'un accident de voiture.
- 23 mars, Nicaragua : accords de cessez-le-feu entre le gouvernement sandiniste et les Contras.
- 18 avril : réunion des états américains à Santiago du Chili, pour la création d'ici 2005 d'une zone de libre-échange, mais les États latins, et notamment ceux du Mercosur affirment leur indépendance face aux États-Unis.
- 17 mai : concessions américaines dans l'application aux européens des lois Helms-Burton et Kennedy-d'Amato concernant le commerce avec Cuba.
- 2 septembre : Crash du vol 111 de la Swissair au large d'Halifax (baie de Peggy's Cove) dans la province de la Nouvelle-Ecosse (Canada) effectué par un Mcdonnell Douglas MD-11 (1991) transportant 229 passagers dont 14 membres d'équipage (118 Américains, 49 Suisses et 44 Français pour les principales nationalités). Le Crash aurait été causé par un feu dans le plafond de la cabine à la suite d'un court-circuit du nouveau système de divertissement installé en première classe. Cet accident a permis l'obligation de retirer de tous les avions un matériau isolant de l'époque jugé ininflammable, le polyéthylène, alors qu'il était en réalité particulièrement combustible.
- dévaluation du peso colombien.
- 14 septembre, Équateur : dévaluation de 15 % de la monnaie nationale, le « sucre ».
- 4 octobre, Mexique : Héctor Terán Terán, gouverneur de Basse-Californie, meurt d'une crise cardiaque.
- 16 octobre : arrestation surprise, au Royaume-Uni, du dictateur chilien Augusto Pinochet.
- 22 octobre-5 novembre : Ouragan Mitch.
- 26 octobre : accords entre l'Équateur et le Pérou, réglant leur différend frontalier.
- 23 décembre, Pérou : le décret suprême No 023-98-AG. crée la Zone réservée — on appelle ainsi des régions qui, rassemblant les conditions pour être considérées comme des Zones naturelles protégées, demandent la réalisation d'études complémentaires afin de déterminer, entre autres, l'étendue et la catégorie qui correspondra à chacune — de la Vallée du Río Rímac, le fleuve qui alimente en eau la capitale péruvienne.
- Propagation de la crise économique de l’Asie vers l’Amérique latine et la Russie. Aide massive du FMI au Brésil.

### Asie
- 8 janvier (Crise économique asiatique) : effondrement de la rupiah indonésienne. Elle perd 70 % de sa valeur par rapport au dollar entre juillet 1997 et mai 1998. Pendant la crise, 39 % des Indonésiens vivent en dessous du seuil de pauvreté.
- 12 janvier : Importante chute de la bourse de Hong Kong.
- 16-23 février : élections législatives indiennes[1]. Victoire du parti nationaliste hindou .
- 5 mars :
  - Le premier ministre chinois Li Peng annonce une série de réformes.
  - Création officielle à Canton du consortium DRM: Digital Radio Mondiale pour le développement d'un standard numérique mondial de radiodiffusion en ondes courtes, moyennes et longues.
- 10 mars : réélection du président indonésien Soeharto.
- 17 mars : Zhu Rongji nouveau premier ministre chinois en remplacement de Li Peng.
- 15 avril (Cambodge) : mort de Pol Pot. Le mouvement des Khmers rouges se désintègre.
- 4 mai : début de sanglantes émeutes en Indonésie (500 morts).
- 21 mai (Indonésie) : démission de Soeharto, remplacé par son vice-président, Bacharuddin Jusuf Habibie.
- Mai : l’Inde (11 et 13 mai) et le Pakistan (28 et 30 mai) procèdent à des essais d’armes nucléaires[2].
- 25 juin-3 juillet : visite du président américain Bill Clinton en Chine.
- 20 juillet : Jigme Thinley devient Premier ministre du Bhoutan
- 26 juillet : élections législatives au Cambodge. Le PPC du second Premier ministre Hun Sen remporte 39 % des voix, devant le FUNCINPEC du prince Norodom Ranariddh, premier Premier ministre crédité de 30 % des voix.
- Juillet : aggravation de la crise financière en Asie.
- 8 août : les talibans prennent Mazâr-e Charîf. Ils contrôlent le nord-ouest de l’Afghanistan.
- Fin août : Inondations importantes dans la région de Harbin, en Chine.
- 20 août (Afghanistan) : les États-Unis lancent des douzaines de missiles de croisière sur des camps d'entraînement présumés de Oussama ben Laden, en représailles aux attentats contre leurs ambassades de Nairobi et Dar es Salam.
- 3 septembre : graves incidents entre l'Iran et l'Afghanistan, des diplomates et un journaliste iraniens sont tués en août par les talibans dans l'ouest de l'Afghanistan, l'Iran mobilise son armée à la frontière.
- 5 septembre : Kim Jong-il est élu chef suprême de la République en Corée du Nord.
- 5 septembre : Kim Il-sung devient  « Président éternel de la République » de Corée du Nord.
- 13 septembre (Malaisie) : manifestations en faveur du vice premier ministre destitué Ibrahim Anwar et contre Mahathir ibn Mohamad.
- 14 octobre : fin du troisième plénum du XVe congrès du parti communiste chinois.
- 30 novembre : au Cambodge, Hun Sen est officiellement nommé Premier ministre.
- 15 décembre : l'Association des nations de l'Asie du Sud-Est (ANASE) reporte l'adhésion du Cambodge.
- Décembre (Tibet) : interdiction partielle d’exploitation forestière. L’exploitation se poursuit cependant. La déforestation accroît l’érosion des sols et les risques d’inondations violentes pour les pays d’Asie du Sud, du Sud-Est ainsi que pour la Chine des plaines. En quarante ans, la couverture forestière du Tibet est estimée avoir décliné de 25,2 millions d’ha à 13,57 millions d’ha, et 18 millions de mètres cubes de grumes auraient été transportés du Tibet du Sud-Est en Chine.

#### Japon
- 3 avril : le yen atteint son niveau le plus bas depuis sept ans : 135 yens pour 1 $.
- 5 avril : inauguration du pont suspendu le plus long : le Pont du détroit d'Akashi.
- 29 mai : amplification de la crise, plus de 4 % de chômeurs.
- 13 juin : annonce d'une baisse historique du PIB nippon.
- 13 juillet : démission du Premier ministre japonais Ryūtarō Hashimoto, à la suite de la défaite du Parti libéral-démocrate aux élections sénatoriales.
- 8 octobre : visite au Japon du président sud-coréen Kim Dae-jung.
- 16 novembre : nouveau plan de relance d'un montant de 1 000 Md FRF

### Proche-Orient
- 13 janvier : début d'une crise importante entre l'Irak et les États-Unis à propos des contrôles des sites stratégiques irakiens par les experts de l'ONU (14 janvier / 23 février).
- Janvier : Israël rejette un accord de coopération sécuritaire entre généraux israéliens et palestiniens.
- 23 février : Kofi Annan, secrétaire général de l'ONU, désamorce la crise entre l'Irak et les États-Unis : les commissions d’inspection de l’ONU reprennent leurs travaux (mars).
- 21 juin : le gouvernement israélien propose la création d’un Grand Jérusalem en doublant la superficie de l’agglomération par l’annexion de nouveaux territoires arabes[3].
- 16 juillet : visite du président syrien Hafez el-Assad en France.
- 5 août : l’Irak refuse l’accès de l’UNSCOM à certains sites et suspend sa coopération aux travaux de la commission[4].
- 20 octobre : la Syrie interdit les activités du PKK sur son territoire[5].
  - Ankara multiplie les menaces de conflit contre la Syrie si Damas ne met pas fin à son soutien au PKK. Damas est obligé de s’incliner, et le chef du PKK quitte le Liban pour le Kenya.
- 23 octobre : accords de Wye Plantation entre Israël et l'Autorité palestinienne. Transfert à la partie palestinienne de 13 % de la zone C d’Oslo II vers la zone A (1 %) et la zone B (12 %). Collaboration entre Israël et les États-Unis sur les questions sécuritaires. L’autorité palestinienne est sommée de mener une lutte totale contre le terrorisme, en collaboration avec les États-Unis (CIA). Mise en place d’une commission américano-israélo-palestinienne, ouverture de voies de communication entre Israël et la bande de Gaza.
  - La droite israélienne et les colons s’insurgent contre cet accord. Benyamin Netanyahou en retarde la ratification.
- 6 novembre : un attentat à Jérusalem fait 21 blessés israéliens.
- 11 novembre : le gouvernement israélien approuve l’accord de Wye Plantation en y ajoutant de nouvelles conditions (reprises de la colonisation), puis le Parlement ratifie l’accord.
- 20 novembre : les retraits israéliens commencent.
- 24 novembre :
  - L’aéroport de Gaza est ouvert au trafic international.
  - Liban : début de la présidence d'Émile Lahoud, imposé par la Syrie. Il s’oppose au président du conseil Rafiq Hariri qui refuse de poursuivre ses fonctions.
- 1er novembre : regain de tension entre les États-Unis et l'Irak. L’ONU retire son personnel d’Irak mais Bagdad cède et accepte le retour du personnel onusien le 14 novembre.
- 2 décembre (Liban) : Lahoud remplace Rafiq Hariri par Salim el-Hoss.

- 16-19 décembre : attaque aérienne des forces américaines et britanniques sur l'Irak.
  - À la mi-décembre, Robert Butler publie un rapport dans lequel il dénonce le manque de coopération de l’Irak et demande le retrait immédiat du personnel. S’appuyant sur ce rapport, les Britanniques et les Américains lancent l’opération de bombardement aérien « Renard du Désert ». Tandis que la France reste mesurée, la Chine et la Russie condamnent cette opération sans mandat de l’ONU. Les raids durent quelques jours mais l’impasse politique est totale. L’Irak refuse tout retour de l’UNSCOM et recouvre ainsi son indépendance dans le domaine de l’armement.
- 21 décembre : dissolution de la Knesset[6].
  - Début décembre, Israël pose de nouvelles conditions et suspend les retraits. À la mi-décembre, le Parlement est dissout et l’application des accords de Wye Plantation est gelée. Les élections législatives sont fixées au 17 mai 1999.
- 26 décembre : Bagdad refuse reconnaître les zones d’exclusions aériennes.

### Europe

#### Europe de l'Ouest
- 12 janvier : l'Union européenne dit non au clonage humain.
- 6 février : record de chômage en Allemagne : 4,8 millions.
- 1er mars : victoire du social-démocrate Gerhard Schröder lors des élections en Basse-Saxe.
- 16 mars : après une ultime dévaluation, la drachme la Grèce entre dans le système monétaire européen.
- 25 mars : onze états membres se sont qualifiés pour la première phase de la monnaie unique.
- 30 mars : début du processus d'élargissement de l'UE à des pays d'Europe centrale.
- 6 avril : Travelers Group et Citicorp annoncent leur fusion : Citigroup.
- 10 avril : accord de paix historique à Belfast entre catholiques et protestants, sous l'égide de Tony Blair.
- 1er mai : le Conseil européen, réunissant les chefs d'État ou de gouvernement, décide de la liste des onze pays qui feront partie de l'Union économique et monétaire ou zone euro : Allemagne, Autriche, Belgique, Espagne, Finlande, France, Irlande, Italie, Luxembourg, Pays-Bas et Portugal. Le Royaume-Uni et le Danemark, préfèrent encore attendre en vertu de la clause d’opting out. La Grèce n'est pas retenue car elle ne respecte pas les critères de convergence (elle rejoindra la zone euro le 1er janvier 2001). La Suède se prononce contre une adhésion à l'UEM dans l'immédiat. Wim Duisenberg est nommé président de la Banque centrale européenne.
- 11 mai : la première pièce en euro est frappée.
- 22 mai :
  - Un large oui au référendum organisé sur le traité de paix en Ulster.
  - Ouverture de l'exposition internationale de Lisbonne.
- 1er juin :
  - Entrée en fonction de la Banque centrale européenne.
  - La Cour européenne des droits de l'homme est rendue permanente.
- 5 juin : rachat de Rolls-Royce par Volkswagen.
- 18 juin : instauration d'un salaire minimum (3,6 £) au Royaume-Uni.
- 12 juillet : La France devient championne du monde de football.
- 23 juillet (Belgique) : La Région wallonne fixe par décret (loi) son jour de fête, son hymne, et ses emblèmes.
- 30 juillet : Crash de Quiberon.
- 15 août (Ulster) : une branche dissidente de l'IRA commet à Omagh l'attentat le plus meurtrier : 29 morts.
- 16 septembre (Pays basque) : l'ETA décrète une trêve unilatérale et illimitée.
- 11 septembre : les écossais approuvent à 74 % la création d'un Parlement régional doté de pouvoirs en matière fiscale.
- 14 septembre : publication de l'encyclique Fides et ratio.
- 20 septembre (Portugal) : Le président Amílcar Cardoso demande l'aide internationale pour faire face à la crise monétaire qui secoue le pays.
- 27 septembre : défaite de la CDU (35 %) du chancelier Helmut Kohl, au pouvoir depuis 16 ans, lors des élections législatives en Allemagne. Gerhard Schröder forme au nom du SPD (41 %) une coalition de gouvernement avec les Verts.
- 16 octobre : arrestation surprise, au Royaume-Uni, du dictateur chilien Augusto Pinochet.
- 27 octobre : Gerhard Schröder prend ses fonctions de chancelier allemand.
- 10 novembre : phase finale des négociations en vue de l'adhésion, pour 2006-2007, de six pays de l'Europe de l'Est: Chypre, Estonie, Hongrie, Pologne, République tchèque, Slovénie.
- 23 novembre : levée de l'embargo sur la viande bovine britannique.
- 11 décembre : sommet européen de Vienne, pas d'accord sur l'agenda 2000.
- 23 décembre : fusion en Europe des groupes Matra (France), GEC (Royaume-Uni), DASA/Daimler-Chrysler aerospace (Allemagne) et Finmeccanica (Italie).

#### Europe de l'Est
- 1er janvier : adoption d'un « nouveau rouble » valant 1000 anciens en Russie.
- 20 janvier : élection de Václav Havel à la présidence de la République tchèque.
- 28 février (Kosovo) : affrontements armés, 2 000 personnes tuées par la police et les milices serbes, 250 000 réfugiés en Albanie (février-mars).
- 23 mars : Boris Eltsine nomme Sergueï Kirienko comme premier ministre en Russie à la place de Viktor Tchernomyrdine.
- Avril : début des affrontements entre l'armée serbe et les militants de l'UCK (armée de libération du Kosovo) au Kosovo, jusqu'en août 1998.
- 27 mai : prémices de la crise financière en Russie, la Banque centrale porte ses taux d'intérêt à 150 %.
- 8 juin : l'Union européenne et les États-Unis imposent des sanctions à la Serbie du fait de sa politique au Kosovo.
- 12 juillet : déblocage de fonds du FMI pour sauver la situation financière en Russie.
- 13 juillet : la Russie obtient un accord d'aide du FMI et de la Banque mondiale.
- 17 août : effondrement du système monétaire et financier russe, suspension du remboursement de la dette du pays.
- 21 août : la Douma demande la démission du président russe Boris Eltsine.
- 23 août : Boris Eltsine nomme Viktor Tchernomyrdine comme premier ministre en Russie à la place de Sergueï Kirienko, revenant ainsi à la situation qui prévalait avant le 23 mars.
- 24 août : un attentat à la bombe fait deux morts et 49 blessés à Zougdidi, en Géorgie.
- 11 septembre : la Douma accepte la nomination d'Ievgueni Primakov au poste de premier ministre en Russie.
- 23 septembre : le conseil de sécurité de l'ONU exige le retrait des forces serbes du Kosovo et l'ouverture de négociations.
- 13 octobre : le président serbe Slobodan Milošević accepte de l'émissaire américain Richard Holbrooke le principe de l'envoi d'une mission de l'OSCE (organisation pour la sécurité et la coopération en Europe) au Kosovo.
- 24 octobre : l'ONU accorde à l'OTAN le droit de prendre les « mesures appropriées » pour contraindre Belgrade à respecter ses engagements concernant le Kosovo.
- 31 octobre : le premier ministre russe Evguenni Primakov présente son programme de mesures contre la crise économique que traverse son pays.
- 3 novembre : négociations pour élargir à la Yougoslavie l'union Russie-Biélorussie.

### Océanie et Pacifique
- 5 mai (Nouvelle-Calédonie) : signature des Accords de Nouméa.
- 26 mai (Australie) : première célébration du National Sorry Day (Jour du Pardon), mouvement populaire à la mémoire des « générations volées », ces enfants aborigènes métissés arrachés à leur famille entre 1860 et 1960, et placés dans des orphelinats, des missions ou des familles d’accueil pour les assimiler de force.
- 6 juillet : le congrès réuni à Versailles approuve les accords sur la Nouvelle-Calédonie.
- 17 juillet : deux séismes de magnitude 7.1 déclenchent un raz-de-marée sur la côte nord de Papouasie-Nouvelle-Guinée.
- 8 novembre : approbation par référendum français des accords de Nouméa (72 %), prévoyant l'émancipation du territoire.

## Chronologie thématique

### Crise écologique
Les catastrophes environnementales ont été nombreuses. Selon la Croix-Rouge, l'année 1998 a été « la pire de toutes celles enregistrées et a connu plus de dommages que jamais auparavant, obligeant 25 millions de personnes à devenir des réfugiés », dont le nombre a dépassé, « pour la première fois, les personnes déplacées pour cause de guerre. »

### Économie
- 1er janvier : décision de l’OPEP, guidée par l’Arabie saoudite, de relever sa production de 10 %. Le prix du brut passe de 19 dollars le baril en octobre 1997 à 12 dollars en août 1998. Il s’effondre jusqu'à tomber en dessous de 10 dollars en février 1999, mais en août, il remonte au-dessus de 20 dollars, pour atteindre 30 dollars en février 2000, l’OPEP ayant réussi à obtenir de ses membres le respect des engagements de réduction de production, alors que la demande mondiale se raffermit.
- 22 mars : début d'une baisse concertée de la production de pétrole, à la suite de la baisse des prix.
- 28 avril : suspension des négociations en vue de la signature de l'Accord Multilatéral sur les Investissements (AMI).
- 7 mai : annonce de la fusion historique entre les constructeurs automobiles Daimler-Benz et Chrysler.
- 2 juin : 86e conférence internationale du Travail: convention interdisant les formes les plus dangereuses du travail des enfants.
- 11 août : rachat d' Amoco par BP.
- 20 août : début de la panique boursière à la suite de la crise en Russie, Wall Street perd 15 %.
- Septembre :
  - Accord entre les bourses de Londres et de Francfort pour former une place financière européenne.
  - Krach de toutes les places boursières (fin septembre début octobre).
- 20 octobre : enterrement discret de l'Accord Multilatéral sur les Investissements (AMI), à l'initiative en particulier de la France.
- 29 octobre : décision de construire un oléoduc depuis l'Asie centrale vers la Turquie.
- 17 novembre : réunion de l'APEC à Kuala Lumpur, l'organisation s'avère impuissante face à la crise.
- 30 novembre : la Deutsche Bank rachète Bankers Group, ce qui en fait le premier groupe bancaire mondial.
- 9 décembre : le baril de pétrole de brent passe pour la première fois depuis douze ans sous la barre des 10 $.
- Décembre : fusion d'Exxon et de Mobil, qui étaient les deux premières entreprises américaines.

## Distinctions internationales

### Prix Nobel
Les lauréats du Prix Nobel en 1998 sont :
- Prix Nobel de physique : Robert B. Laughlin, Horst Störmer et Daniel Tsui.
- Prix Nobel de chimie : Walter Kohn, John A. Pople.
- Prix Nobel de physiologie ou médecine : Robert Furchgott, Louis J. Ignarro et Ferid Murad.
- Prix Nobel de littérature : José Saramago.
- Prix Nobel de la paix : John Hume et David Trimble.
- « Prix Nobel » d'économie : Amartya Sen.

### Autres prix
- Médaille Fields (mathématiques) : Maxime Kontsevitch, Richard Borcherds, Timothy Gowers et Curtis Tracy McMullen
- Prix Pritzker (architecture) : Paulo Mendes da Rocha.

## Fondations en 1998
- Tierra Canela, groupe équatorien de cumbia.

## Décès en 1998

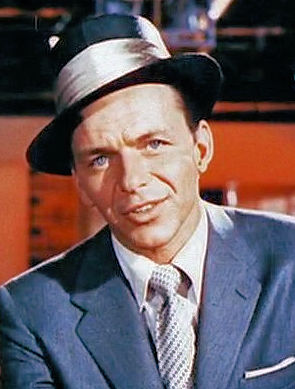
Frank Sinatra.

Personnalités majeures décédées en 1998

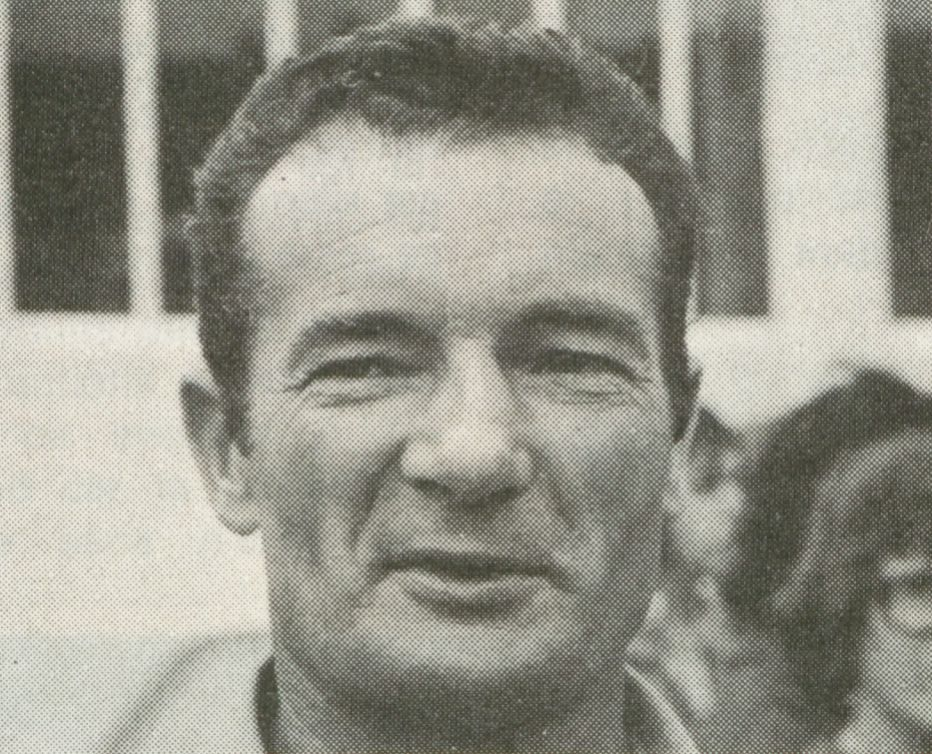
Eric Tabarly

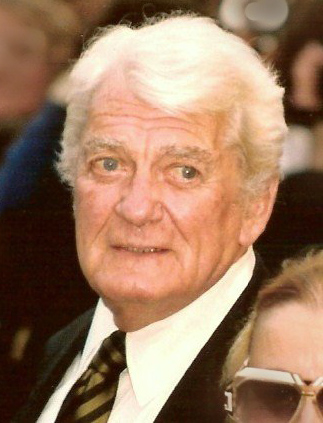
Jean Marais.

- 2 février : Haroun Tazieff (géologue français d'origine russe)
- 8 février : Halldór Laxness (écrivain islandais)
- 17 février : Ernst Jünger (écrivain allemand)
- 7 avril : Yves Mourousi (journaliste français)
- 15 avril : Pol Pot (homme politique cambodgien)
- 19 avril : Octavio Paz (poète mexicain)
- 23 avril : Konstantínos Karamanlís (homme politique grec)
- 14 mai : Frank Sinatra (chanteur et acteur américain)
- 13 juin : Éric Tabarly (navigateur français)
- 13 août : Julien Green (écrivain américain d'expression française)
- 13 août : Nino Ferrer (chanteur italo-français)
- 6 septembre : Akira Kurosawa (cinéaste japonais)
- 8 novembre : Jean Marais (acteur français)
- 13 novembre : Edwige Feuillère (actrice française)
- 6 décembre : César (sculpteur français)